# Waldemar Nyström
Johan Waldemar Albin Nyström, född 1 mars 1864 i Stockholm, död 27 september 1924 i Stockholm, var en svensk landskapsmålare etsare och tecknare. 
Han var son till fastighetsägaren Johan Adolf Nyström och Edla Karolina Hellgren. Nyström var under 1880-talet elev i Oscar Törnås ateljé där han fick kopiera Törnås tavlor från Frankrike och Östergötland. Han studerade vid Konstakademien 1886–1891 och under studieresor till Frankrike, Italien, Spanien, Tyskland, Turkiet, Schweiz och Belgien 1892–1893. Under sin tid vid akademien tog han privatlektioner i etsning för Axel Tallberg. Tillsammans med Garibaldi Lindberg ställde han ut i Konstföreningens lokal i Stockholm 1904 och han medverkade i samlingsutställningar i Göteborg och med Konstföreningen för södra Sverige. Han var verksam i konstnärskolonierna i Grez och Skagen under 1890-talet och är representerad på Skagens museum och Nationalmuseum i Stockholm. Waldemar Nyström är begravd på Norra begravningsplatsen utanför Stockholm. 

## Bildgalleri

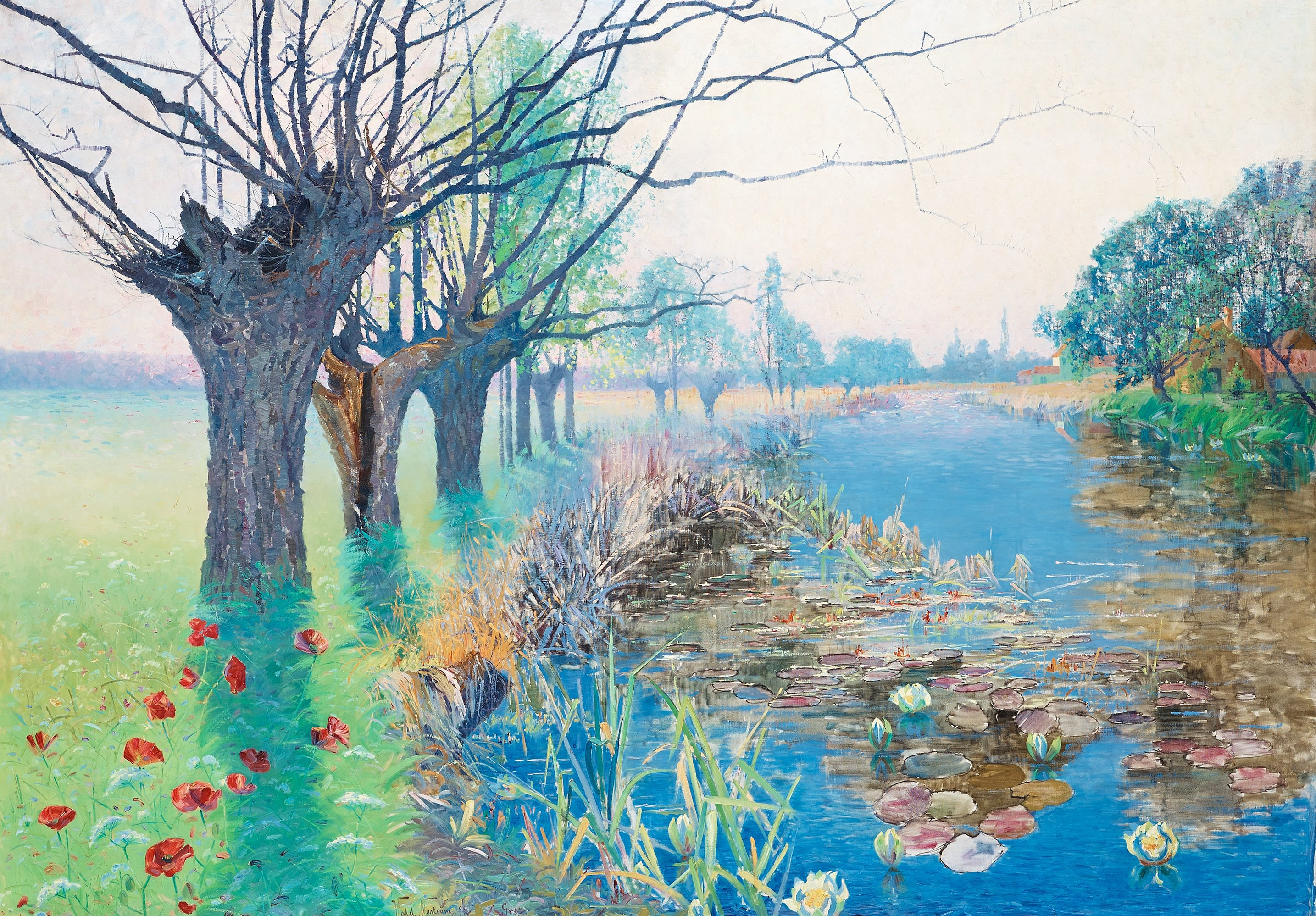
Sommarlandskap med vallmo (motiv från Grez-sur-Loing), 1892
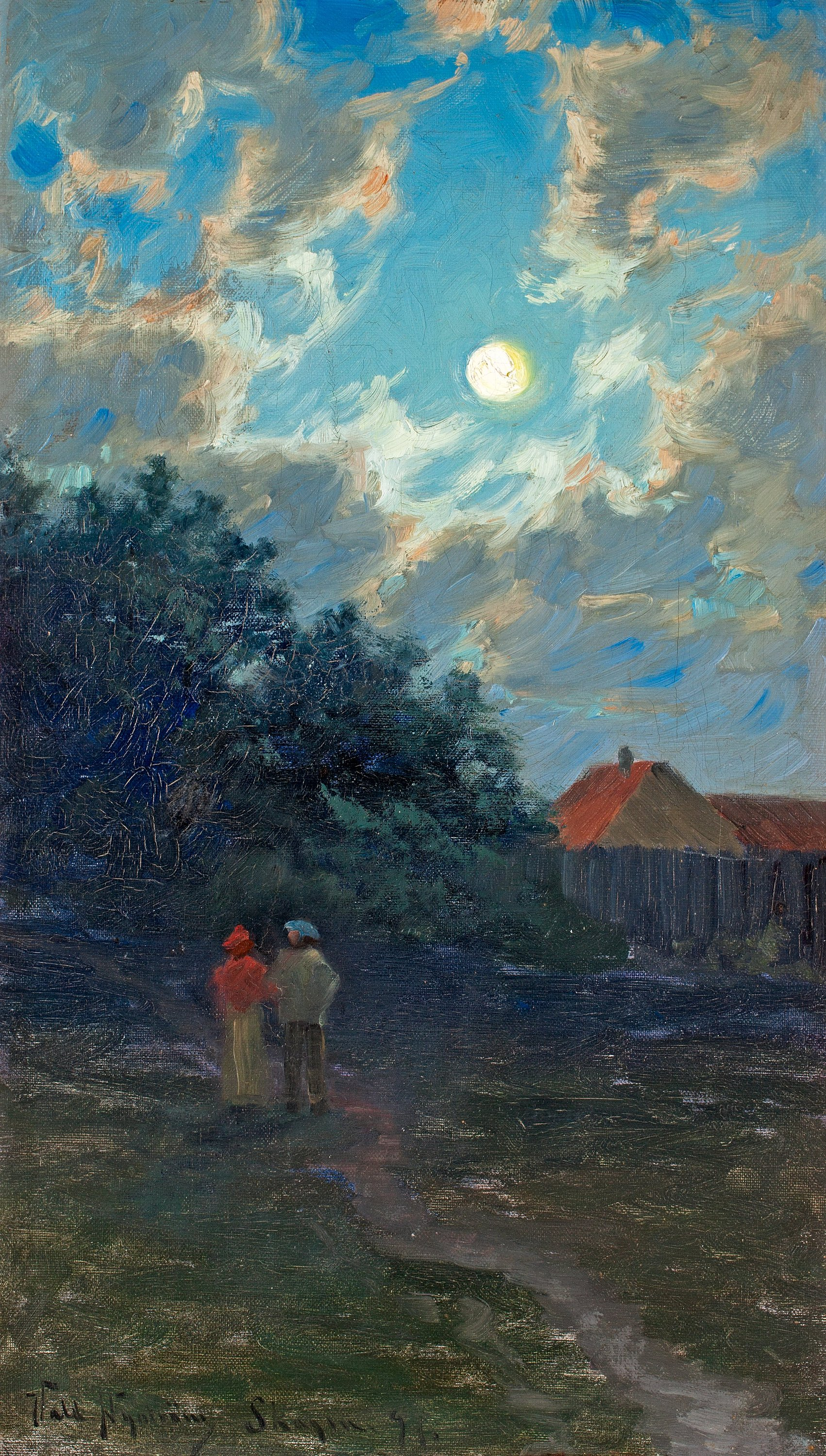
Månskenspromenad på Skagen, 1897